# Powiat bychowski

Powiat bychowski na mapie guberni mohylewskiej

Powiat, oficjalnie ujezd starobychowski — dawny powiat guberni mohylewskiej Imperium Rosyjskiego. Odpowiadają mu dzisiejsze rejony bychowski oraz sławhorodzki w obwodzie mohylewskim na Białorusi.